# أندريس هيكتور كارفالو
أندريس هيكتور كارفالو (بالإسبانية: Andrés Héctor Carvallo)‏ (و. 1862 – 1934 م) هو سياسي من باراغواي ولد في أسونسيون.
تولى منصب رئيس الباراغواي (1902-01-09–1902-11-25) .وهو عضو في حزب كولورادو .